# 梓園
31°13′10″N 121°29′32″E / 31.21944°N 121.49209°E

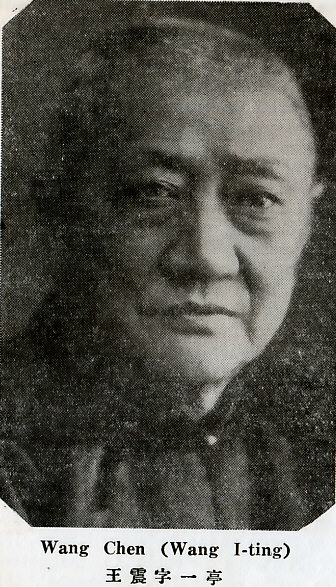
这栋住宅楼原来的主人：王一亭

梓园是一处中西结合的园林，位于中国上海市黄浦区老城厢的东南部，乔家路113号。

## 历史[1]
梓园从1667年开始建造，最早的主人是周金然。到1907年，王一亭买下此园林并且建造了一栋西式建筑，将园林改名为梓园。王一亭是一位商界名人并且也是上海著名的书画家。
梓园是一座中西结合的住宅楼。在门口的两侧各有两根爱奥尼亚柱式，这是十分令人惊叹的。梓园的建筑结构在中国佛教亭阁中很少见。哥特式的窗户与希腊风格的亭柱与这座法式经典主义建筑巧妙的结合在了一起。
虽然梓园是一处受政府保护的历史文化场所，但仍然有许多家庭居住于此，周围的卫生环境不容乐观。

## 照片

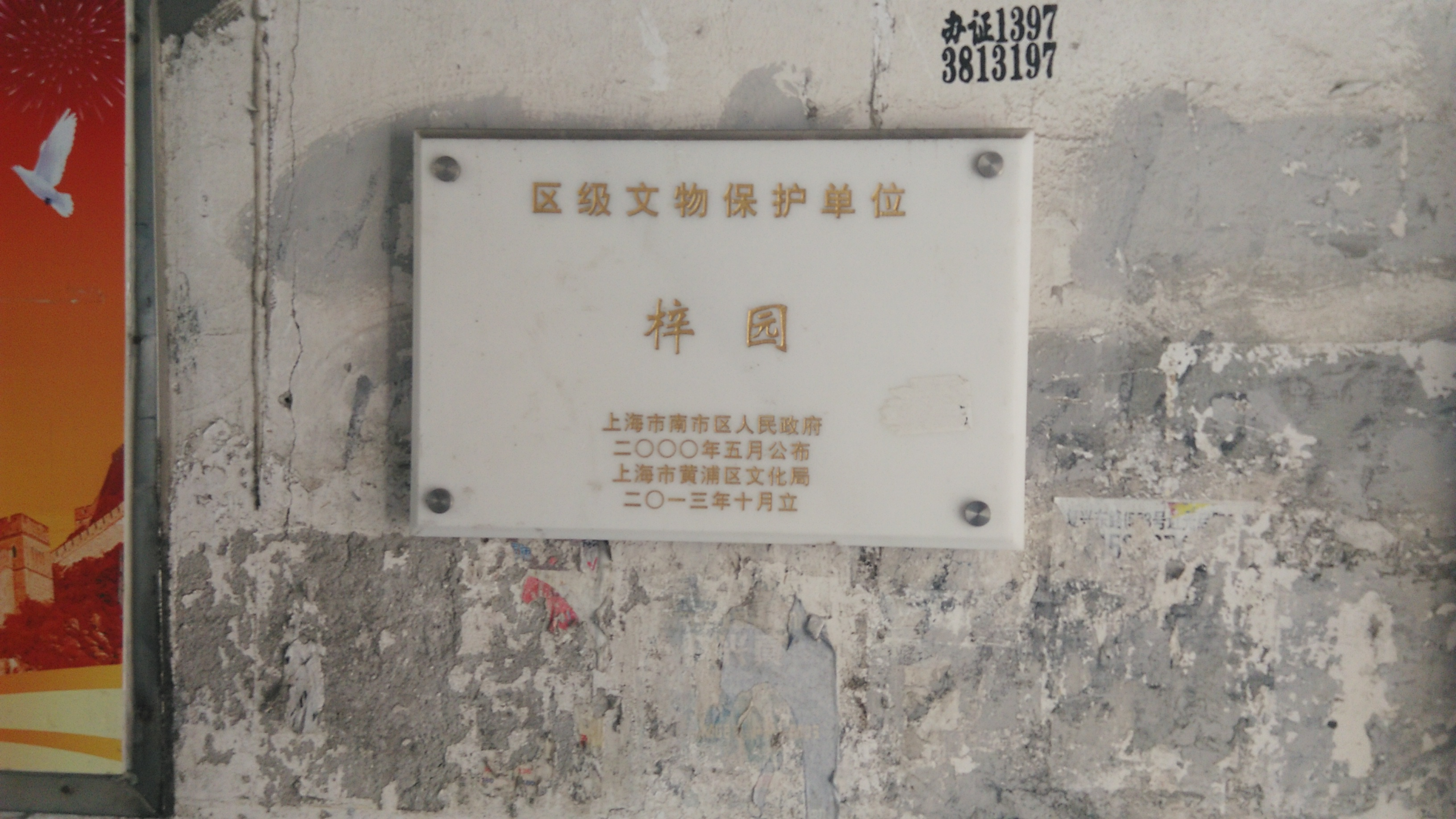
梓园区级文物保护铭牌
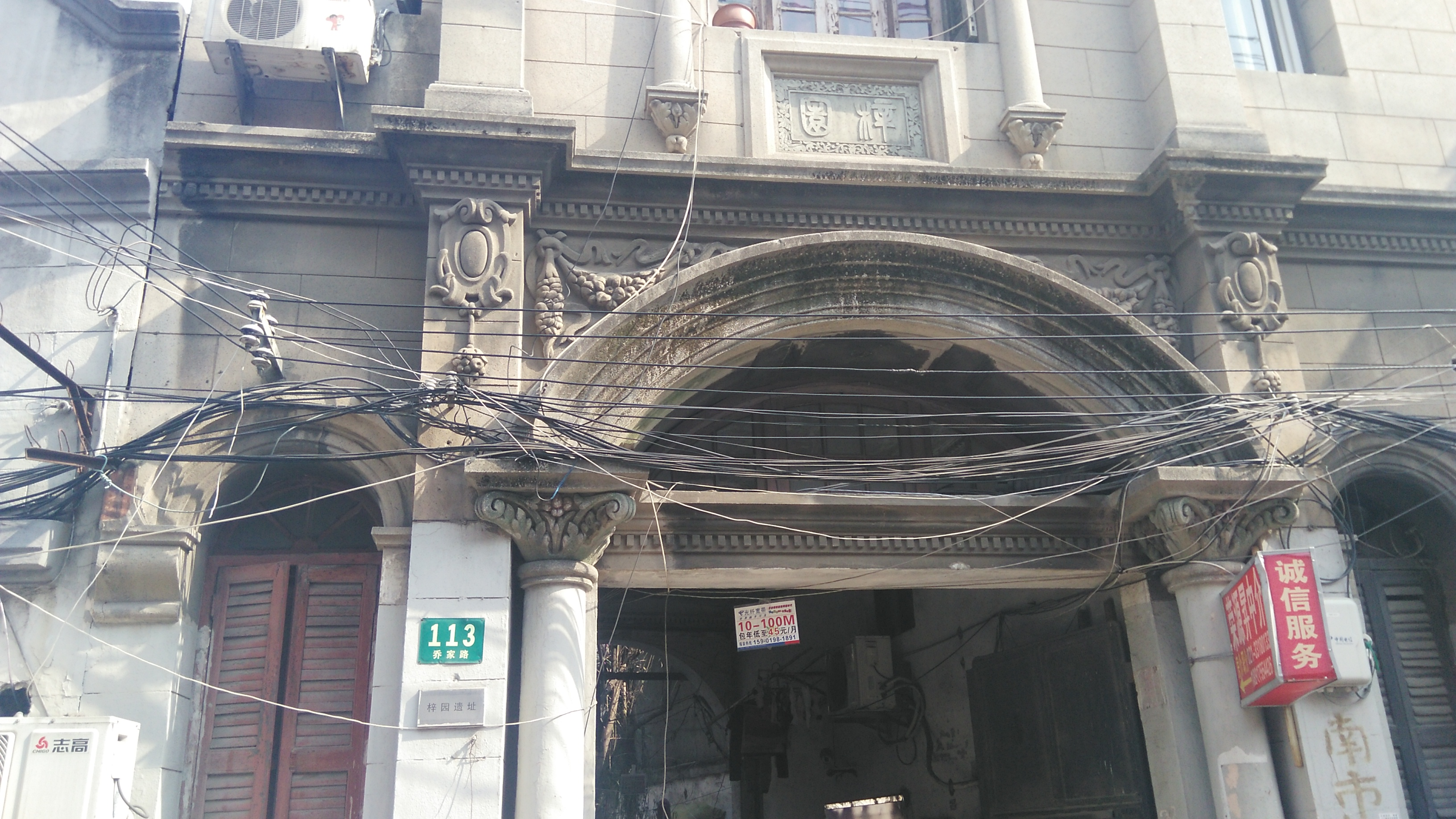
梓园大门
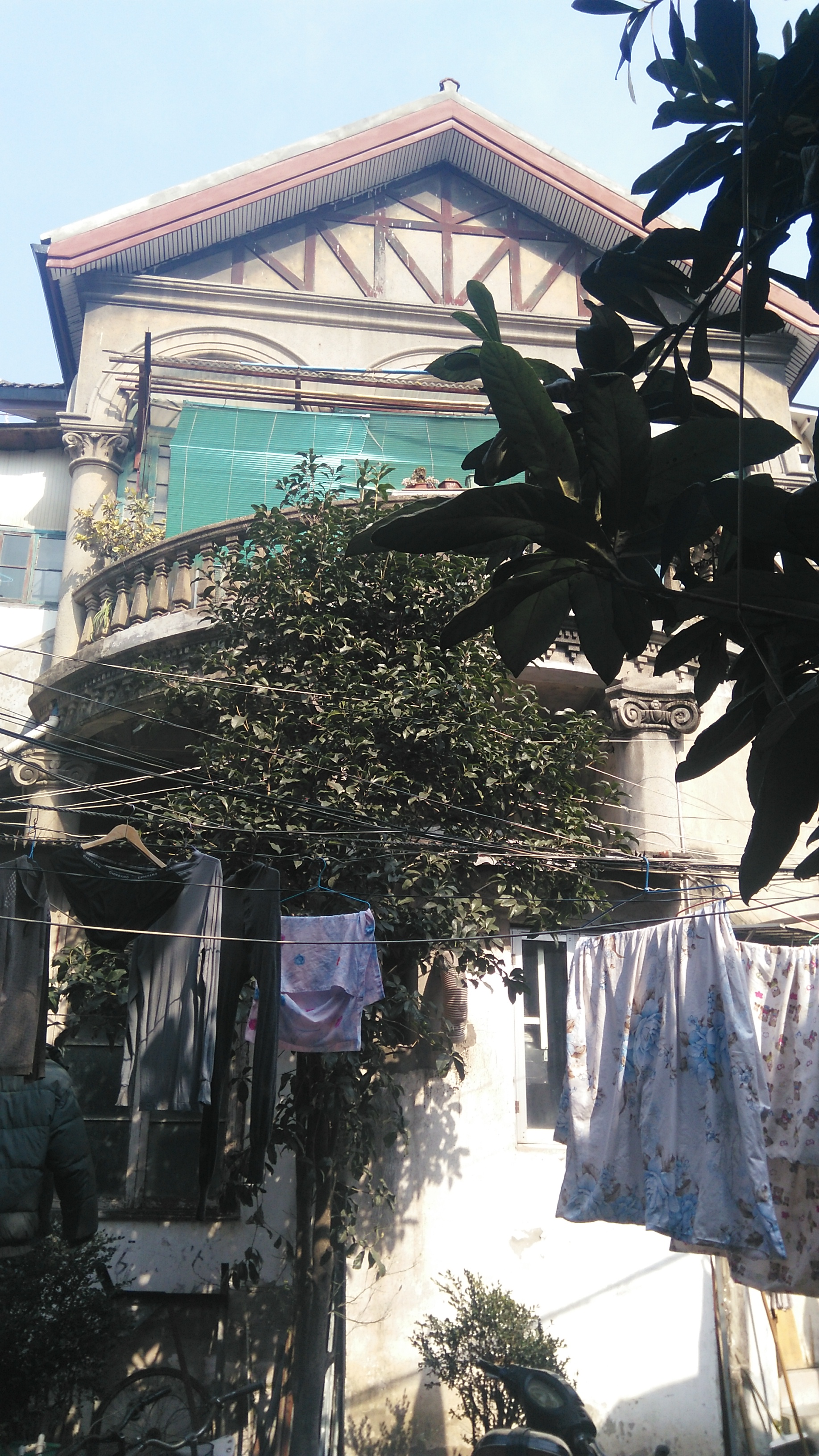
梓园内景